# 招待 (バレエ)
『招待』（しょうたい、The Invitation）は、1960年にケネス・マクミランがロイヤル・バレエ団のために制作した一幕もののバレエ。振付・台本ともマクミランが手掛け、音楽はシェイベル・マーチャーシュによる。性暴力をテーマとして取り上げ、レイプシーンを含むことから、上演時には論争を巻き起こした。少女役のリン・シーモアの好演により上演は成功を収め、英国紙『タイムズ』は「『招待』がマクミランのバレエなら、ミス・シーモアのバレエでもある（If the Invitation is MacMillan's ballet, it is also Miss Seymour's）」と評した。初演は1960年11月10日にオックスフォード・ニュー・シアターで、ロイヤル・バレエ団ツーリング・カンパニーにより行われた。ロイヤル・オペラ・ハウスでの初演は1960年12月30日に行われた。

## キャスト
1960年11月10日、オックスフォード・ニュー・シアター
- リン・シーモア
- クリストファー・ゲイブル
- シャーリー・ビショップ
- バーバラ・レミントン
- シーラ・ハンフリー
- アン・ヒートン
- デズモンド・ドイル